# 1968–1969-es NHL-szezon
Az 1968–1969-es NHL-szezon az ötvenkettedik NHL-szezon volt. A tizenkét csapat egyenként 76 mérkőzést játszott. Az előző évi döntő szinte újrajátszódott, a Montréal Canadiens nyerte megint a Stanley-kupát az új St. Louis Blues ellen - megint 4:0-as győzelemaránnyal.

## Az alapszakasz
A menetrendet megváltoztatták. Az előző szezonban 74 mérkőzést játszott mindegyik csapat - tízet-tízet a csoporttársak ellen, négyet-négyet a másik divízió tagjai ellen. Ettől a szezontól 76 meccses menetrend volt, 8-8 a csoporttársak ellen, 6-6 divízión kívüli.
E szezon előtt egyetlen játékos sem érte el a 100 pontos szintet egy szezonban, most viszont háromnak is sikerült. Phil Esposito, a Boston Bruins játékosa, új rekordot állított 126 pontjával - 49 gól, 77 gólpassz. Második lett Bobby Hull (Chicago Blackhawks), akinek 58 gólja is új rekordnak számított; összesen 107 pontot szerzett. A 41-éves Gordie Howe lett harmadik, 103 ponttal.
Red Berenson hat gólt lőtt a St. Louis Blues 1968. november 7-i 8:0-as győzelme folyamán a Philadelphia Flyers ellen. Ez volt az első alkalom, hogy egy játékos egy idegenben játszott meccsen dupla mesterhármast lőtt. Doug Favell philadelphiai kapus engedte be mind a hat gólt.
Az utolsó helyen fejezte be a szezont a Minnesota North Stars, aminek egy fényes pontja volt Danny Grant újonc, aki 34 lőtt. Norm Ferguson, a Oakland Seals újonca szintén 34 gólt ütött. Ez volt a legtöbb gól egy újonctól negyven év óta, amikor Nels Stewart, a Montreal Maroons játékosa, szintén 34 gólt lőtt, felállítva a rekordot.
December 21-én csodálatos 0:0-as meccset játszott a Montréal Canadiens és a Boston Bruins. Montreal egyik kapusa sem tudott játszani, Gump Worsley ideg-összeroppanás miatt, Rogatien Vachon törött keze miatt. Ezért a Canadiens kénytelen volt egy újoncot tenni a kapuba, egy bizonyos Tony Espositót. A bostoniak kapuját Gerry Cheevers őrizte. Esposito 41 lövést védett ki, közöttük néhány olyat, amit bátyja Phil lőtt előnyös helyzetből. Cheevers 34 lövést védett ki, közöttük kétszer is úgy, hogy egy felszabadított montreali csatár egyedül volt a bostoni kapu előtt.
A Los Angeles Kings is bemutatott egy újonc kapust, Gerry Desjardinst, aki a betegeskedő Wayne Rutledge helyett lépett a jégre. Desjardins négy shutoutot szerzett az alapszakaszban, és fontos szerepet játszott a rájátszásban, a Kings Oakland elleni győzelmében.
A március 20-án rendezett Boston-Chicago mérkőzésen két rekordot is felállítottak. Bobby Hull 55-ik góljával saját rekordját döntötte meg, Bobby Orr 21-ik gólja pedig új rekordnak számított a hátvédek között.

## Tabella
Megjegyzés: a vastagon szedett csapatok bejutottak a rájátszásba
| Keleti divízió      | MSz | Gy | V  | D  | P   | SzG | KG  |
| ------------------- | --- | -- | -- | -- | --- | --- | --- |
| Montréal Canadiens  | 76  | 46 | 19 | 11 | 103 | 271 | 202 |
| Boston Bruins       | 76  | 42 | 18 | 16 | 100 | 303 | 221 |
| New York Rangers    | 76  | 41 | 26 | 9  | 91  | 231 | 196 |
| Toronto Maple Leafs | 76  | 35 | 26 | 15 | 85  | 234 | 217 |
| Detroit Red Wings   | 76  | 33 | 31 | 12 | 78  | 239 | 221 |
| Chicago Black Hawks | 76  | 34 | 33 | 9  | 77  | 280 | 246 |

| Nyugati divízió       | MSz | Gy | V  | D  | P  | SzG | KG  |
| --------------------- | --- | -- | -- | -- | -- | --- | --- |
| St. Louis Blues       | 76  | 37 | 25 | 14 | 88 | 204 | 157 |
| Oakland Seals         | 76  | 29 | 36 | 11 | 69 | 219 | 251 |
| Philadelphia Flyers   | 76  | 20 | 35 | 21 | 61 | 174 | 225 |
| Los Angeles Kings     | 76  | 24 | 42 | 10 | 58 | 185 | 260 |
| Pittsburgh Penguins   | 76  | 20 | 45 | 11 | 51 | 189 | 252 |
| Minnesota North Stars | 76  | 18 | 43 | 15 | 51 | 189 | 270 |

## Kanadai táblázat
| Játékos         | Csapat              | MSz | G  | A  | P   | B  |
| --------------- | ------------------- | --- | -- | -- | --- | -- |
| Phil Esposito   | Boston Bruins       | 74  | 49 | 77 | 126 | 79 |
| Bobby Hull      | Chicago Black Hawks | 74  | 58 | 49 | 107 | 48 |
| Gordie Howe     | Detroit Red Wings   | 76  | 44 | 59 | 103 | 58 |
| Stan Mikita     | Chicago Black Hawks | 74  | 30 | 67 | 97  | 52 |
| Ken Hodge       | Boston Bruins       | 75  | 45 | 45 | 90  | 75 |
| Yvan Cournoyer  | Montréal Canadiens  | 76  | 43 | 44 | 87  | 31 |
| Alex Delvecchio | Detroit Red Wings   | 72  | 25 | 58 | 83  | 8  |
| Red Berenson    | St. Louis Blues     | 76  | 35 | 47 | 82  | 43 |
| Frank Mahovlich | Detroit Red Wings   | 76  | 49 | 29 | 78  | 38 |
| Jean Ratelle    | New York Rangers    | 76  | 32 | 46 | 78  | 26 |

## Kapusok statisztikái
| Játékos         | Csapat              | MSz | Gy | V  | D  | Perc | KG  | SO | KGÁ  |
| --------------- | ------------------- | --- | -- | -- | -- | ---- | --- | -- | ---- |
| Jacques Plante  | St. Louis Blues     | 37  | 18 | 12 | 6  | 2139 | 70  | 5  | 1.96 |
| Glenn Hall      | St. Louis Blues     | 41  | 19 | 12 | 8  | 2354 | 85  | 8  | 2.17 |
| Gump Worsley    | Montréal Canadiens  | 30  | 19 | 5  | 4  | 1703 | 64  | 5  | 2.26 |
| Roy Edwards     | Detroit Red Wings   | 40  | 18 | 11 | 6  | 2099 | 89  | 4  | 2.54 |
| Ed Giacomin     | New York Rangers    | 70  | 37 | 23 | 7  | 4114 | 175 | 7  | 2.55 |
| Bernie Parent   | Philadelphia Flyers | 58  | 17 | 23 | 16 | 3365 | 151 | 1  | 2.69 |
| Bruce Gamble    | Toronto Maple Leafs | 61  | 28 | 20 | 11 | 3446 | 161 | 3  | 2.80 |
| Gerry Cheevers  | Boston Bruins       | 52  | 28 | 12 | 12 | 3112 | 145 | 3  | 2.80 |
| Johnny Bower    | Toronto Maple Leafs | 20  | 5  | 4  | 3  | 779  | 37  | 2  | 2.85 |
| Rogatien Vachon | Montréal Canadiens  | 36  | 22 | 9  | 3  | 2051 | 98  | 2  | 2.87 |

## Stanley-kupa rájátszás
A keleti divízióban a csoportgyőztes Canadiens a harmadik helyezett New York Rangers ellen játszott, és zsinórban négy győzelemmel tovább is jutottak. A másik keleti negyeddöntőben a második helyezett Boston Bruins szintén veretlenül nyerte szériáját a negyedik helyezett Toronto Maple Leafs ellen. Az elődöntőt a Canadiens nyerte a Bruins ellen, négy győzelemmel két vereséggel szemben.
A nyugati divízió bajnokának is könnyű dolga volt a negyeddöntőben: a St. Louis Blues vereség nélkül ütötte ki a harmadik helyen végző Philadelphia Flyerst. A másik sorozat sokkal szorosabb volt. Miután a második helyezett Oakland Seals és a negyedik helyezett Los Angeles az első hat meccset elosztották, csapatonként három-három győzelemmel, a mindent eldöntő hetedik meccset a Kings nyerte. Úgy tűnt, hogy a hosszú párharc a Sealsszel kimerítette a Kingst, mert az elődöntőt veretlenül nyerte meg a Blues.

### Döntő
A döntő az előző évi döntőnek a visszavágója volt, a Canadiens és a Blues harcolt megint a Stanley-kupáért. Viszont az előzőnél is könnyebb dolga volt a montrealiaknak - a négy mérkőzésen mindössze három gólt sikerült a Bluesnak lőni, és a Canadiens megint veretlenül nyerte a kupát. Ez volt a Canadiens tizenhatodik Stanley-kupa győzelme.
Montréal Canadiens vs. St. Louis Blues
| Dátum       | Idegenben          | Eredmény | Otthon             | Eredmény | Megjegyzés |
| ----------- | ------------------ | -------- | ------------------ | -------- | ---------- |
| Április 27. | St. Louis Blues    | 1        | Montréal Canadiens | 3        |            |
| Április 29. | St. Louis Blues    | 1        | Montréal Canadiens | 3        |            |
| Május 1.    | Montréal Canadiens | 4        | St. Louis Blues    | 0        |            |
| Május 4.    | Montréal Canadiens | 2        | St. Louis Blues    | 1        |            |

A hét mérkőzésből álló párharcot (négy győzelemig tartó sorozatot) a Montreal nyerte 4:0-ra, így ők lettek a Stanley-kupa bajnokok.

## NHL díjak
- Prince of Wales-trófea (keleti divízió bajnoka) — Montréal Canadiens
- Clarence S. Campell-tál (nyugati divízió bajnoka) - St. Louis Blues
- Art Ross-trófea (alapszakasz pontkirálya) - Phil Esposito, Boston Bruins
- Bill Masterton-emlékkupa (kitartás, sportszerűség, odaadás) - Ted Hampson, Oakland Seals
- Calder-emlékkupa - Danny Grant, Minnesota North Stars
- Conn Smythe-trófea (rájátszás legértékesebb játékosa) - Serge Savard, Montréal Canadiens
- Hart-emlékkupa (legértékesebb játékos) - Phil Esposito, Boston Bruins
- James Norris-emlékkupa (legjobb hátvéd) - Bobby Orr, Boston Bruins
- Lady Byng-emlékkupa (legsportszerűbb játékos) - Alex Delvecchio, Detroit Red Wings
- Plusz/minusz vezető - Bobby Orr, Boston Bruins
- Vezina-trófea (legjobb kapusok) - Glenn Hall és Jacques Plante, St. Louis Blues
- Lester Patrick-trófea (USA-i hoki iránti szolgálat) - Bobby Hull

### Első All-Star csapat
- Kapus: Glenn Hall, St. Louis Blues
- Hátvéd: Bobby Orr, Boston Bruins
- Hátvéd: Tim Horton, Toronto Maple Leafs
- Center: Phil Esposito, Boston Bruins
- Balszélső: Bobby Hull, Chicago Black Hawks
- Jobbszélső: Gordie Howe, Detroit Red Wings

### Második All-Star csapat
- Kapus: Ed Giacomin, New York Rangers
- Hátvéd: Ted Green, Boston Bruins
- Hátvéd: Ted Harris, Montréal Canadiens
- Center: Jean Béliveau, Montréal Canadiens
- Balszélső: Frank Mahovlich, Detroit Red Wings
- Jobbszélső: Yvan Cournoyer, Montréal Canadiens

## Debütálók
Itt a fontosabb debütálók szerepelnek, első csapatukkal. A csillaggal jelöltek a rájátszásban debütáltak.
- Bob Berry, Montréal Canadiens
- Guy Lapointe, Montréal Canadiens
- Jude Drouin, Montréal Canadiens
- Tony Esposito, Montréal Canadiens
- Brad Park, New York Rangers
- Pat Quinn, Toronto Maple Leafs
- Jean Pronovost, Pittsburgh Penguins

## Visszavonulók
Itt a fontosabb olyan játékosok szerepelnek, akik utolsó NHL-meccsüket ebben a szezonban játszották.
- Ken Wharram, Chicago Black Hawks
- Kent Douglas, Detroit Red Wings
- Gilles Tremblay, Montréal Canadiens
- Allan Stanley, Philadelphia Flyers
- Billy Harris, Pittsburgh Penguins
- Doug Harvey, St. Louis Blues
- Pierre Pilote, Toronto Maple Leafs